# ريو كوبتا (2001)
ريو كوبتا (باليابانية: 窪田 稜) (مواليد 5 يناير 2001) هو لاعب كرة قدم ياباني.

## وصلات خارجية
- ريو كوبتا (2001) على موقع رابطة كرة القدم اليابانية للمحترفين (اليابانية)
- ريو كوبتا (2001) على موقع قاعدة بيانات كرة القدم.إي يو (الإنجليزية)
- ريو كوبتا (2001) على موقع Soccerway.com (الإنجليزية)
- ريو كوبتا (2001) على موقع عالم كرة القدم.نت (الإنجليزية)